# Fritz Becker (Politiker)
Fritz Becker (* 20. Dezember 1910 in Thale; † 22. Juni 1983 in Lüneburg) war ein deutscher Politiker (CDU, DP).

## Leben und Beruf
Fritz Becker war gelernter Bankangestellter. Bis zum Verbot des Blattes 1936 war er Mitherausgeber der Wochenschrift Volk, Freiheit, Vaterland in Hamburg. Nach freiwilliger Ableistung des Reichsarbeitsdienstes nahm er von 1939 bis 1945 als Wehrmachtssoldat am Zweiten Weltkrieg teil. 1946 trat er in die Dienste der Behörde für Wirtschaft in Hamburg ein und war dort bis 1948 beim Staatskommissariat für Entnazifizierung tätig. Seit 1950 war er beim Landesarbeitsamt Hamburg angestellt. Er starb 1983 in Lüneburg als Opfer eines Raubmordes.

## Politik
Becker war von 1946 bis 1953 Mitglied der Hamburgischen Bürgerschaft. Zunächst für die CDU im Wahlkreis Harvestehude gewählt, verließ er diese am 15. Mai 1947 und trat im Frühjahr 1949 zur Deutschen Partei über. Aufsehen erregte er über die Grenzen Hamburgs hinaus mit einer Rede in der Bürgerschaft am 18. Mai 1949, in der er das Grundgesetz und insbesondere die Entscheidung für Schwarz-Rot-Gold als Bundesfarben scharf kritisierte, obwohl sich die beiden DP-Vertreter im Parlamentarischen Rat für ebendiese Farben eingesetzt hatten.
Von 1953 bis 1957 gehörte er für die Deutsche Partei als Abgeordneter des Wahlkreises Hamburg-Eimsbüttel dem Deutschen Bundestag an. Von 1953 bis zum September 1955 übte er das Amt des stellvertretenden Vorsitzenden des Bundestagsausschusses für Fragen der öffentlichen Fürsorge aus.